# La misura del confine
La misura del confine è un film italiano del 2011 diretto da Andrea Papini.
Il film è ispirato al caso della mummia del Similaun.

## Trama
Due gruppi di topografi uno italiano e uno svizzero, devono salire su una cima del Monte Rosa e definire dove si trova il confine per decidere a chi appartiene una mummia emersa dai ghiacci.
Il sindaco italiano di un paese vicino spera che la mummia appartenga all'Italia, in modo da rilanciare il turismo locale. Si scoprirà che la mummia è opera di un delitto del dopoguerra, con un suo segreto.

## Riprese
Le riprese sono iniziate il 17 settembre 2009, sul rifugio città di Vigevano, sopra Alagna Valsesia, sul monte Rosa, tra il Piemonte e la Valle d'Aosta.

## Premi
Il film ha vinto il "Premio Casbot Migliore Produzione" al Busto Arsizio Film Festival (BAFF) nel 2011 e il Backstage Film Festival di Cesena nel 2011.